# 李崇一
李崇一（？年—？年），河南杞縣人。明朝政治人物，崇禎戊辰進士。

## 生平
崇禎元年（1628年）戊辰科進士。崇禎二年（1629年）任直隸成安縣知縣，調寶坻縣。